# Her (banda sonora)
Her (Original Score) es la banda sonora compuesta por Arcade Fire y Owen Pallett para la película Her de 2013, dirigida por Spike Jonze y protagonizada por Joaquin Phoenix y Scarlett Johansson. La partitura no se lanzó oficialmente al público hasta marzo de 2021.
Fue nominada a Mejor Banda Sonora Original en la 86.ª edición de los Premios Óscar.

## Fondo
La partitura de la película fue atribuida a Arcade Fire, con música adicional de Owen Pallett. Will Butler y Pallett de Arcade Fire fueron los principales contribuyentes. En la 86ª edición de los Premios Óscar, la partitura fue nominada a Mejor banda sonora original. Además de la partitura, Arcade Fire también escribió la canción "Supersymmetry" para la película, que también aparece en su álbum Reflektor. La melodía de la canción del mismo álbum, llamada "Porno", también se puede escuchar durante la banda sonora. La líder de Yeah Yeah Yeahs, Karen O, grabó la canción "The Moon Song", un dueto con el líder de Vampire Weekend, Ezra Koenig, que fue nominada a un Premio de la Academia a la Mejor Canción Original.

## Lanzamiento
Inicialmente, la banda sonora no se había lanzado al público en general ni en forma digital ni física. Una partitura de 13 pistas apareció para su transmisión en el sitio web 8tracks.com en enero de 2014, antes de ser eliminada. Warner Bros. Pictures, el distribuidor de la película, no proporcionó ninguna declaración oficial sobre la ausencia de un lanzamiento oficial de la partitura. A principios de 2013, Warner Bros. envió CD promocionales de la partitura y "The Moon Song" a los críticos para su revisión. Más tarde, las copias de los CD promocionales terminaron en sitios web de subastas en línea. La partitura finalmente estuvo disponible a través de transmisiones no oficiales de YouTube y descargas ilegales.
Durante un "Ask Me Anything" (AMA) en Reddit el 17 de junio de 2016, Will Butler mencionó la posibilidad de un futuro lanzamiento en vinilo. Finalmente, el 10 de febrero de 2021, Arcade Fire anunció que la partitura estaría disponible por primera vez digitalmente, en vinilo de color blanco, y en casete el 19 de marzo de 2021 por Milan Records.

## Recepción de la crítica
Michael Roffman de Consequence of Sound le dio a la partitura una calificación de "A", calificándola de "una colección de música sorprendentemente humana y orgánica que mantiene la película basada en la realidad". 

### Reconocimientos
| Premio                                                      | Fecha de la ceremonia   | Categoría                        | Destinatarios                | Resultado  | Ref(s)        |
| ----------------------------------------------------------- | ----------------------- | -------------------------------- | ---------------------------- | ---------- | ------------- |
| Premios Óscar                                               | 2 de marzo de 2014      | Mejor banda sonora original      | William Butler y Owen Pallet | Nominados  | [ 11 ] [ 3 ]  |
| Alianza de Mujeres Periodistas de Cine                      | 19 de diciembre de 2013 | Mejor música o partitura         | Arcade Fire                  | Nominado   | [ 12 ] [ 13 ] |
| Asociación de Críticos de Cine de Austin                    | 17 de diciembre de 2013 | Mejor puntuación                 | Arcade Fire                  | Nominado   | [ 14 ]        |
| Asociación de Críticos de Cine de Chicago                   | 16 de diciembre de 2013 | Mejor banda sonora original      | Arcade Fire                  | Ganador    | [ 15 ] [ 16 ] |
| Premios a la elección de los críticos                       | 16 de enero de 2014     | Mejor compositor de banda sonora | Arcade Fire                  | Nominado   | [ 17 ] [ 18 ] |
| Encuesta internacional de críticos de cine en línea         | 25 de enero de 2015     | Mejor banda sonora               | William Butler y Owen Pallet | Nominado   | [ 19 ]        |
| Asociación de Críticos de Cine de Los Ángeles               | 8 de diciembre de 2013  | Mejor banda sonora               | Arcade Fire y Owen Pallet    | Subcampeón | [ 20 ]        |
| Sociedad de Críticos de Cine de San Diego                   | 11 de diciembre de 2013 | Mejor banda sonora               | Arcade Fire                  | Ganador    | [ 21 ] [ 22 ] |
| Premios Satélite                                            | 23 de febrero de 2014   | Mejor banda sonora               | Arcade Fire                  | Nominado   | [ 23 ]        |
| Asociación de Críticos de Cine de St. Louis                 | 16 de diciembre de 2013 | Mejor partitura musical          | Arcade Fire                  | Ganador    | [ 24 ] [ 25 ] |
| Asociación de Críticos de Cine del Área de Washington D. C. | 9 de diciembre de 2013  | Mejor puntaje original           | Arcade Fire                  | Nominado   | [ 26 ] [ 27 ] |

## Listado de pistas
Todas las canciones escritas y compuestas por Arcade Fire and Owen Pallett. 
| Her (Original Score) track listing |                                          |            |  |
| N.º                                | Título                                   | Duración   |  |
| 1.                                 | «Sleepwalker»                            | 3:14       |  |
| 2.                                 | «Milk & Honey #1»                        | 1:27       |  |
| 3.                                 | «Loneliness #3 (Night Talking)»          | 3:25       |  |
| 4.                                 | «Divorce Papers»                         | 3:14       |  |
| 5.                                 | «Morning Talk / Supersymmetry»           | 4:13       |  |
| 6.                                 | «Some Other Place»                       | 3:38       |  |
| 7.                                 | «Song on the Beach»                      | 3:35       |  |
| 8.                                 | «Loneliness #4 (Other People's Letters)» | 0:59       |  |
| 9.                                 | «Owl»                                    | 2:20       |  |
| 10.                                | «Photograph»                             | 2:25       |  |
| 11.                                | «Milk & Honey #2»                        | 3:19       |  |
| 12.                                | «We're All Leaving»                      | 2:31       |  |
| 13.                                | «Dimensions»                             | Dimensions |  |
| 39:59                              |                                          |            |  |

Notas
- "Milk & Honey #1" se tituló "Milk & Honey" en el lanzamiento promocional.
- "Milk & Honey #2" se tituló "Milk & Honey (Alan Watts & 641)" en el lanzamiento promocional.

## Gráfico
| Gráfico (2021)                  | Posición |
| ------------------------------- | -------- |
| Austria (Ö3 Austria)            | 72       |
| Bélgica (Ultratop flamenca)     | 130      |
| Bélgica (Ultratop valona)       | 54       |
| Alemania (Offizielle Top 100)   | 14       |
| Portugal (AFP)                  | 23       |
| Escocia (Scottish Albums Chart) | 12       |
| Reino Unido (UK Albums Chart)   | 95       |